# David Zurutuza
David Zurutuza Veillet (Rochefort, Francia, 19 de julio de 1986) es un exfutbolista español que jugaba como centrocampista. Realizó toda su carrera profesional en las filas de la Real Sociedad de Fútbol, club a cuya primera plantilla perteneció durante más de una década. Con la Real Sociedad obtuvo el ascenso a Primera División en 2010, alcanzó una final de la Copa del Rey en 2020 y obtuvo cuatro clasificaciones para competiciones europeas, incluyendo una Liga de Campeones de la UEFA en 2013. Llegó a disputar 303 partidos oficiales y a marcar 22 goles con el equipo txuri-urdin a lo largo de su carrera.

## Trayectoria

### Inicios
David Zurutuza nació en 1986 en la localidad francesa de Rochefort, de la que era originaria su familia materna y donde su madre pasó los últimos meses del embarazo. Su padre era un veterinario guipuzcoano, de Azpeitia (País Vasco), y su madre era una maestra francesa, por lo que el exjugador posee doble nacionalidad francesa y española. A pesar de nacer en Rochefort, el jugador se crio en España, primero en Deva (Guipúzcoa), donde vivió y jugó al fútbol hasta los seis años de edad, para residir a partir de entonces en la localidad vascofrancesa de Hendaya.
Se inició en el S. D. Lengokoak de San Sebastián, equipo de fútbol base, donde se formó también el mítico portero Luis Arconada. Del Lengo fue fichado por la Real Sociedad en categoría infantil, donde fue progresando por todas sus categorías inferiores.

### S. D. Eibar
Tras dos temporadas en el Sanse, filial de la Real Sociedad, fue cedido a la S. D. Eibar para la temporada 2007-08 de Segunda División.

### Real Sociedad
El 23 de noviembre de 2008 debutó con la Real Sociedad en un encuentro frente a la SD Huesca, si bien, desarrolló toda la temporada en el equipo filial. En la temporada 2009-10 logró el ascenso a Primera División, en el que contribuyó con cuatro goles en veintiocho partidos.
En la temporada 2010-11, la de su debut en Primera División, fue un fijo para Martín Lasarte llegando a disputar 36 encuentros. El 29 de enero de 2012 logró un doblete frente al Sporting de Gijón en los primeros tres minutos de partidos, aunque se marchó lesionado sólo cinco minutos después.
En su tercera campaña en Primera División no pudo tener continuidad debido a las continuas lesiones, por lo que su participación bajó hasta los veintidós encuentros. A pesar de ello, el club vasco consiguió clasificarse para la Liga de Campeones tras una gran temporada 2012-13. Las lesiones fueron una constante en las siguientes campañas, si bien, logró varios goles de importancia frente al FC Barcelona e, incluso, un doblete ante el Real Madrid.
En la temporada 2016-17 las lesiones quedaron atrás y vivió una gran temporada al disputar 37 partidos, 35 de ellos como titular y marcar tres tantos. En la siguiente campaña apenas tuvo lesiones de importancia y volvió a jugar 37 encuentros. Sin embargo, en la campaña 2018-19 su participación se redujo hasta los veinticuatro partidos por los problemas físicos. El 14 de septiembre de 2019 disputó su partido trescientos con la Real Sociedad, en un triunfo por 2 a 0 frente al Atlético de Madrid en el que salió en los minutos finales.
Abandonó el club txuriurdin y anunció su retirada una vez finalizada la temporada 2019-20.

## Clubes
| Club                 | País   | Año       |
| -------------------- | ------ | --------- |
| Real Sociedad B      | España | 2005-2009 |
| S. D. Eibar (cedido) | España | 2007-2008 |
| Real Sociedad        | España | 2009-2020 |

## Estadísticas
| Temporada           | Club                | Categoría           | Liga  | Liga  | Copa  | Copa  | Europa | Europa | Total | Total  |
| Temporada           | Club                | Categoría           | Part. | Goles | Part. | Goles | Part.  | Goles  | Part. | Goles. |
| ------------------- | ------------------- | ------------------- | ----- | ----- | ----- | ----- | ------ | ------ | ----- | ------ |
| 2005/06             | Real Sociedad B     | Segunda División B  | 31    | 0     | -     | -     | -      | -      | 31    | 0      |
| 2006/07             | Real Sociedad B     | Segunda División B  | 30    | 5     | -     | -     | -      | -      | 30    | 5      |
| 2007/08             | Éibar               | Segunda División    | 24    | 2     | 1     | 0     | -      | -      | 25    | 2      |
| 2008/09             | Real Sociedad B     | Segunda División B  | 22    | 0     | -     | -     | -      | -      | 22    | 0      |
| 2008/09             | Real Sociedad       | Segunda División    | 1     | 0     | -     | -     | -      | -      | 1     | 0      |
| 2009/10             | Real Sociedad       | Segunda División    | 28    | 4     | -     | -     | -      | -      | 28    | 4      |
| 2010/11             | Real Sociedad       | Primera División    | 36    | 2     | 0     | 0     | -      | -      | 36    | 2      |
| 2011/12             | Real Sociedad       | Primera División    | 33    | 3     | 4     | 0     | -      | -      | 37    | 3      |
| 2012/13             | Real Sociedad       | Primera División    | 21    | 2     | 1     | 0     | -      | -      | 22    | 2      |
| 2013/14             | Real Sociedad       | Primera División    | 27    | 1     | 5     | 0     | 5      | 0      | 38    | 1      |
| 2014/15             | Real Sociedad       | Primera División    | 16    | 2     | 2     | 0     | 4      | 1      | 22    | 3      |
| 2015/16             | Real Sociedad       | Primera División    | 16    | 1     | 0     | 0     | -      | -      | 16    | 1      |
| 2016/17             | Real Sociedad       | Primera División    | 31    | 3     | 6     | 0     | -      | -      | 37    | 3      |
| 2017/18             | Real Sociedad       | Primera División    | 31    | 0     | 1     | 0     | 5      | 1      | 37    | 2      |
| 2018/19             | Real Sociedad       | Primera División    | 21    | 2     | 3     | 0     | -      | -      | 24    | 2      |
| 2019/20             | Real Sociedad       | Primera División    | 5     | 0     | 0     | 0     | -      | -      | 5     | 0      |
| Total Real Sociedad | Total Real Sociedad | Total Real Sociedad | 267   | 21    | 22    | 0     | 14     | 2      | 303   | 23     |
| Total carrera       | Total carrera       | Total carrera       | 374   | 28    | 23    | 0     | 14     | 2      | 411   | 30     |

- Actualizado 18 de junio de 2020.

## Palmarés

### Campeonatos nacionales
| Título       | Club          | País   | Año  |
| ------------ | ------------- | ------ | ---- |
| Copa del Rey | Real Sociedad | España | 2020 |